# Méthode des moindres carrés ordinaire

Graphique d'une régression linéaire

La méthode des moindres carrés ordinaire (MCO) est le nom technique de la régression mathématique en statistiques, et plus particulièrement de la régression linéaire. Il s'agit d'un modèle couramment utilisé en économétrie.
Il s'agit d'ajuster un nuage de points {\displaystyle \{Y_{i},X_{i}\}_{i=1,...,n}} selon une relation linéaire, prenant la forme de la relation matricielle {\displaystyle Y=X\beta +\epsilon }, où {\displaystyle \epsilon } est un terme d'erreur. La méthode des moindres carrés consiste à minimiser la somme des carrés des écarts, écarts pondérés dans le cas multidimensionnel, entre chaque point du nuage de régression et son projeté, parallèlement à l'axe des ordonnées, sur la droite de régression.
Lorsque la matrice {\displaystyle X} se décompose en {\displaystyle [1;X_{1}]}, on parle de régression linéaire univariée (régression linéaire). Lorsqu'il y a plusieurs régresseurs dans la matrice {\displaystyle X}, on a plutôt affaire à une régression linéaire multiple.